# Урочище Білозірське
Уро́чище Білозі́рське — ландшафтний заказник загальнодержавного значення в Україні. Розташований на території Кам'янсько-Дніпровського району Запорізької області, на південний схід від міста Кам'янка-Дніпровська. 
Площа 390 га. Статус присвоєно згідно з Указом Президента України від 21.02.2002 року № 167/2002. Перебуває у віданні: АТ племзавод «Степной» (130 га), АРК «Прибой» (80 га), ДП «Кам'янсько-Дніпровське лісове господасртво», Кам'янське лісництво, квартал № 14 (180 га).
Заказник належить до переліку природно-заповідних територій, особливо важливих для збереження біорізноманіття Запорізької області.